# اتحادیه فوتبال موریس
اتحادیه فوتبال موریس (انگلیسی: Mauritius Football Association) نهاد اداره‌کننده مسابقات فوتبال و فوتسال در کشور موریس است.
این فدراسیون که در سال ۱۹۶۲ تأسیس شده عضو کنفدراسیون فوتبال آفریقا و فیفا نیز می‌باشد و مقر آن در شهر تراینون است.